# Václav Michael Mölzer
Václav Michael Mölzer (7. listopadu 1830, Chotusice – 22. října 1899, Tábor) byl český stavitel varhan.

## Život
Po návratu z Berlína, kde pracoval několik let, si roku 1857 založil v Čáslavi vlastní firmu. Od roku 1859 působil v Kutné Hoře, ale v roce 1866 přesílil do Milevska. Zde žil jen krátce a odtud se přestěhoval do Tábora, kde už zůstal natrvalo. Jeho dcera se provdala za Čeňka Skopka, který se u Václava Mölzra vyučil a po jeho smrti převzal firmu.
Byl pohřben v Táboře v kostele u sv. Jakuba.

## Dílo výběr[4]
- 1866 – Milevsko, kostel svatého Bartoloměje[5]
- 1879 – Modrá Hůrka, kostel Nanebevzetí Panny Marie
- 1883 – Zalužany, kostel sv. Karla Boromejského
- 1892 – Petrovice, kostel sv. Petra a Pavla oprava[6]
- 1896 – Vodňany, kostel svatého Jana Křtitele, přestavba